# Александер Веннберг
Александер Веннберг (швед. Alexander Wennberg, нар. 22 вересня 1994, Нака) — шведський хокеїст, центральний нападник клубу НХЛ «Сіетл Кракен». Гравець збірної команди Швеції.

## Ігрова кар'єра
Хокейну кар'єру розпочав на батьківщині 2011 року виступами за команду «Юргорден».
2013 року був обраний на драфті НХЛ під 14-м загальним номером командою «Колумбус Блю-Джекетс». У травні 2014 сторони підписали трирічний контракт.
9 жовтня 2014 дебютував в матчі проти «Баффало Сейбрс» та записав до свого активу перші очки. Згодом був відправлений до «Спрингфілд Фалконс» через відновлення після травми Раяна Мюррея. Однак після шости матчів за «Фалконс» Веннберга знову повернули до основного складу «Джекетс». 22 грудня швед відзначився першим голом в матчі проти «Нашвілл Предаторс».
Сезон 2015/16 видався для Александера неповним через струс мозку, яку він отримав ще на передсезонний грі проти «Нью-Йорк Рейнджерс». На початку листопада після відновлення він отримав нову травму і певний час перебував в резерві.
Сезон 2016/17 швед відіграв повністю в складі «Джекетс». 1 вересня 2017 сторони уклали новий шестирічний контракт.
У плей-оф Кубка Стенлі 2018 проти «Вашингтон Кепіталс» Веннберг отримав травму і повернувся тільки на два останні матчі серії.

## У складі збірних
У складі юніорської збірної Швеції срібний призер чемпіонату світу 2012.
У складі молодіжної збірної Швеції двічі ставав срібним призером чемпіонатів світу 2013 та 2014 років. 
У складі національної збірної Швеції брав участь у 14 іграх.

## Статистика

### Клубні виступи
| 2011–12      | «Юргорден»             | J20          | 42  | 1  | 18  | 19  | 6  | 3  | 0 | 1 | 1 | 0 |
| 2011–12      | «Юргорден»             | Елітсерія    | 1   | 0  | 0   | 0   | 0  | —  | — | — | — | — |
| 2012–13      | «Юргорден»             | J20          | 2   | 1  | 1   | 2   | 0  | 1  | 0 | 1 | 1 | 0 |
| 2012–13      | «Юргорден»             | Аллсв        | 46  | 14 | 18  | 32  | 14 | 3  | 0 | 3 | 3 | 0 |
| 2013–14      | «Вестра Фрелунда»      | ШХЛ          | 50  | 16 | 5   | 21  | 8  | 7  | 1 | 0 | 1 | 0 |
| 2014–15      | «Колумбус Блю-Джекетс» | НХЛ          | 68  | 4  | 16  | 20  | 22 | —  | — | — | — | — |
| 2014–15      | «Спрингфілд Фалконс»   | АХЛ          | 6   | 0  | 3   | 3   | 12 | —  | — | — | — | — |
| 2015–16      | «Колумбус Блю-Джекетс» | НХЛ          | 69  | 8  | 32  | 40  | 2  | —  | — | — | — | — |
| 2016–17      | «Колумбус Блю-Джекетс» | НХЛ          | 80  | 13 | 46  | 59  | 21 | 5  | 0 | 1 | 1 | 2 |
| 2017–18      | «Колумбус Блю-Джекетс» | НХЛ          | 66  | 8  | 27  | 35  | 12 | 3  | 1 | 1 | 2 | 0 |
| 2018–19      | «Колумбус Блю-Джекетс» | НХЛ          | 75  | 2  | 23  | 25  | 12 | 4  | 0 | 0 | 0 | 0 |
| Усього в НХЛ | Усього в НХЛ           | Усього в НХЛ | 358 | 35 | 144 | 179 | 69 | 12 | 1 | 2 | 3 | 2 |

### Збірна
| Рік                | Команда            | Турнір             | Місце              | І  | Г | П  | О  | ШХ |
| ------------------ | ------------------ | ------------------ | ------------------ | -- | - | -- | -- | -- |
| 2012               | Швеція             | ЮЧС18              | 2                  | 6  | 3 | 6  | 9  | 0  |
| 2013               | Швеція             | МЧС                | 2                  | 6  | 2 | 1  | 3  | 0  |
| 2014               | Швеція             | МЧС                | 2                  | 7  | 3 | 4  | 7  | 2  |
| 2016               | Швеція             | ЧС                 | 6-е                | 8  | 1 | 7  | 8  | 4  |
| 2019               | Швеція             | ЧС                 | 5-е                | 6  | 3 | 7  | 10 | 0  |
| Молодіжна збірна   | Молодіжна збірна   | Молодіжна збірна   | Молодіжна збірна   | 19 | 8 | 11 | 19 | 2  |
| Національна збірна | Національна збірна | Національна збірна | Національна збірна | 14 | 4 | 14 | 18 | 4  |